# Acollador

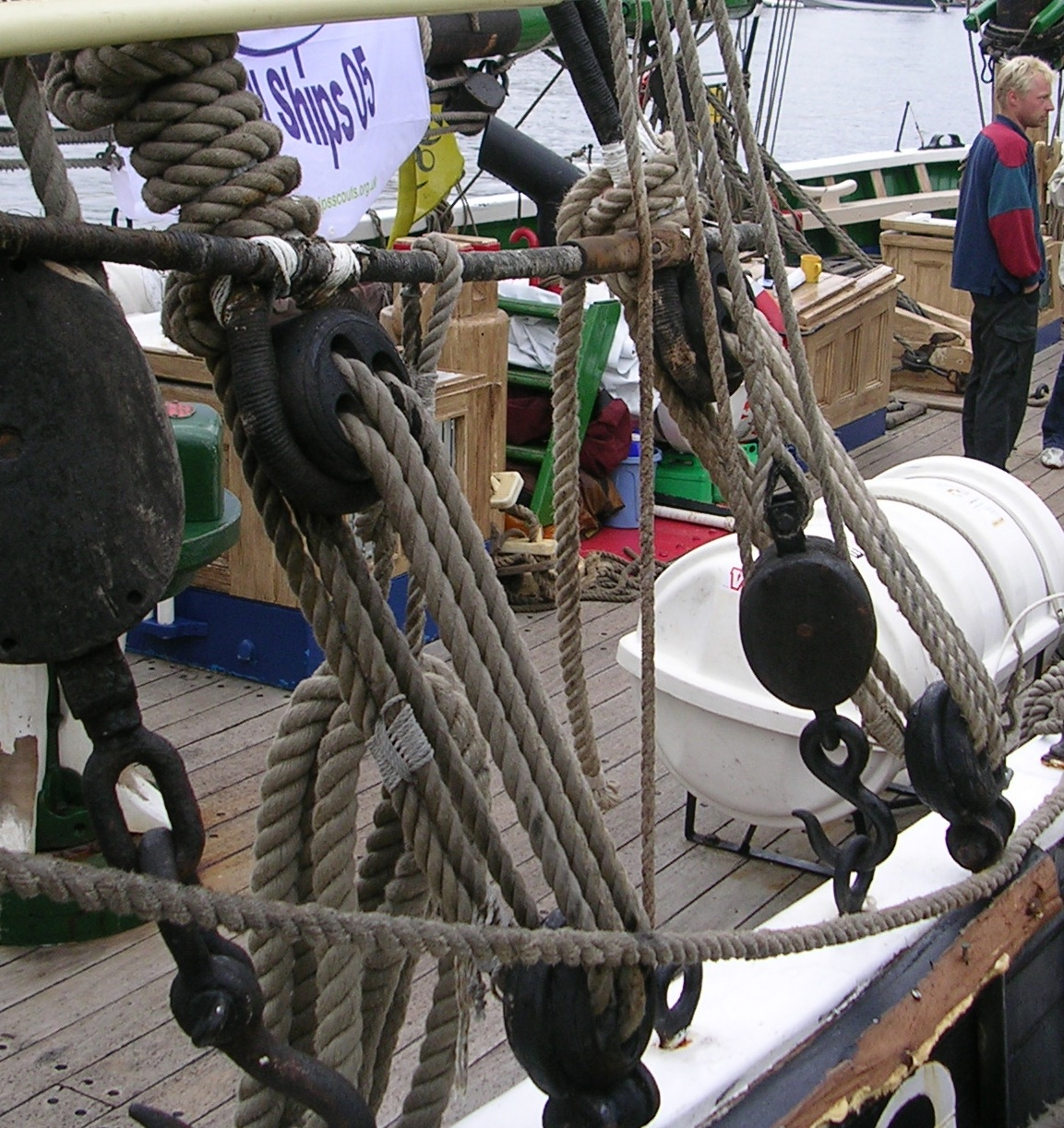
Dos tensores
de obenques con dobles vigotas y tres agujeros usados en un queche clásico. Véase los acolladores.

En náutica, el Acollador es la cuerda que forma parte de un conjunto tensor asociado con dos vigotas.
En el caso, más frecuente, de que las vigotas sean de tres ojos (agujeros) el acollador pasa sucesivamente por los ojos de una y otra vigota.

## Materiales clásicos
Los acolladores eran, y aún lo son, de cáñamo alquitranado. 
Su mena era la mitad que la mena del obenque a tesar.
En el caso de dobles obenques hechos de fibras modernas, los acolladores acostumbran a ser de la misma fibra empleada en la maniobra de firme (jarcia muerta firme).

## Detalles prácticos
Cada acollador tiene dos capas (extremus). Una de las capas puede unirse a la cubierta o unirse a una anilla o cadenote apropiado). También puede hacérsele un  nudo de acollador, un nudo en forma de pomo para que quede retenido en el primer ojo de la vigota fijada al obenque. Un nudo de acollador típico es el denominado nudo de Matthew Walker".
Los acolladores siempre se pasan hacia la derecha. El nudo de acollador queda a proa y por dentro del costado de estribor, y a popa y por dentro del costado de babor. El otro  acollador se pasa por los ojos de las vigotas.